# Province de Satun
Satun (en thaï : สตูล) est une province (changwat) de Thaïlande, située dans l’extrême sud, limitrophe de la Malaisie.
Elle est située dans le sud du pays. Sa capitale est la ville de Satun. Elle est limitrophe de l'État malaisien de Perlis. Les îles de Ko Tarutao sont un parc marin national.

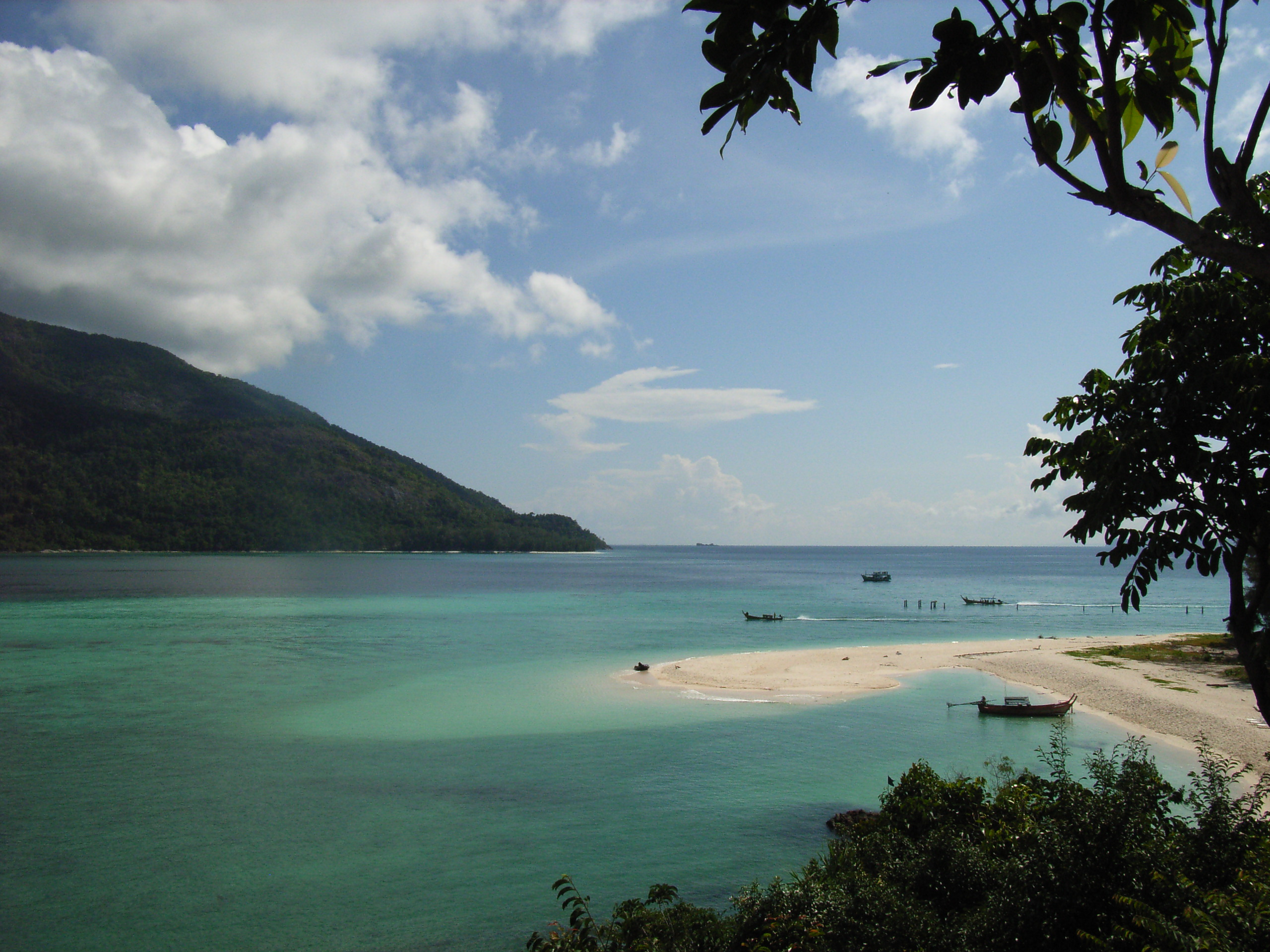
Plage de Koh Lipe

## Géologie
Une grande partie de la province de Satun a reçu le prestigieux label onusien  “Géoparc mondial”, attestant de la richesse naturelle et l’importance géologique du site,. Dans cette région karstique les fossiles paléozoïques (de  -541 à -252,2 Millions d'années, anciennement Ère primaire) sont abondants et d'une grande diversité : trilobites, brachiopodes, stromatolithes, conodontes, graptolites, tentaculites et nautiloïdes.

## Histoire
Jusqu'en 1813, Satun s'appelle Setul ("satun" est en fait la prononciation thaïe de "setul") et constitue un district du sultanat de Kedah en Malaisie.
Le district est ensuite administré par un gouverneur envoyé par la principauté de Nakhon Si Thammarat. En 1897, Satun est rattaché à la région (monthon) de Triburi, séparé de Kedah en 1909 dans le cadre du traité anglo-siamois de 1909 en raison de son importante population siamoise. Satun est ensuite rattaché à la région de Phuket.
En 1933, la région est dissoute et Satun est élevé au rang de province.

## Subdivisions

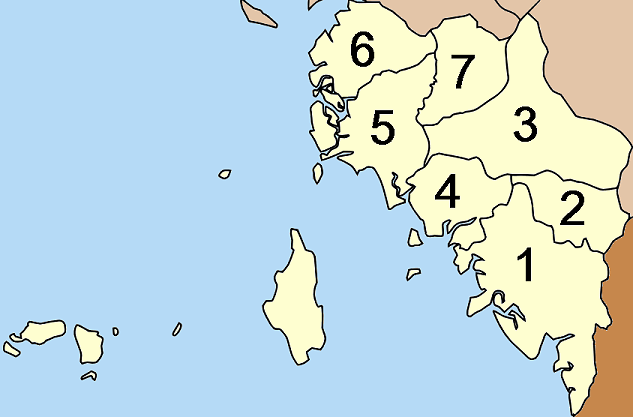
Carte des amphoe de la province de Satun.

Satun est subdivisée en 7 districts (amphoe) : Ces districts sont eux-mêmes subdivisés en 36 sous-districts (tambon) et 277 villages (muban).